# Rika’s Landing Roadhouse
Rika’s Landing Roadhouse, auch als Rika’s Landing Site oder McCarty Roadhouse bekannt, ist ein Rasthaus an einem historisch bedeutenden Querung über den Tanana River am Meilenstein 274,5 im Verlauf des Richardson Highway in Big Delta in der Southeast Fairbanks Census Area in Alaska, Vereinigte Staaten. Es befindet sich innerhalb des Big Delta State Historical Parks und wird seit 1976 im National Register of Historic Places geführt und seit 1991 Teil eines Historic District. Das Rasthaus ist nach Rika Wallen benannt, die es von John Hajdukovich erhielt und für viele Jahre bewirtschaftete.

## Anfangszeit
Der heutige Richardson Highway nahm seinen Ursprung als Packeselweg vom Hafen in Valdez nach Eagle, flussabwärts am Yukon River von Dawson gelegen, der 1898 von der U.S. Army gebaut wurde, um einen rein US-amerikanischen Zugang zu den Lagerstätten von Gold zu gewähren, deren Entdeckung zum Klondike-Goldrausch führte. Nach dem Ende des Goldrausches hielt die Armee den Weg in Betrieb, um die Außenposten Fort Liscum, Valdez und Fort Egbert zu versorgen. Der Fairbanks-Goldrausch 1902 und der Bau einer Telegrafenlinie der WAMCATS durch das U.S. Army Signal Corps unter dem damaligen Leutnant Billy Mitchell im Jahr 1903 machte den Valdez-to-Eagle-Trail und seine Stichstrecke nach Fairbanks zu einer der wichtigsten Zugangsrouten ins Alaska Interior.
Es wurden 37 Rasthäuser – von ihnen sind einige weitere ebenfalls im National Register of Historic Places verzeichnet – am Trail errichtet, um den Reisenden die Reise angenehmer zu machen. Es wurden Mahlzeiten und Schlafquartiere angeboten sowie Ausrüstung verkauft. Diese Rasthäuser lagen zumeist 15–20 Meilen (25–35 km) auseinander.
Der Tanana River war einer der größten Flüsse, der auf dieser Strecke überquert werden musste. Direkt oberhalb des Zusammenflusses von Tanana River und Delta River wurde eine Fähre eingerichtet. Diese, damals Bates Landing genannt, lag rund 12 km nördlich der heutigen Siedlung Delta Junction, in dem Gebiet, das man heute als Big Delta bezeichnet. Die Regierung verlangte auf der Südseite eine Maut für das Übersetzen von denen, die nordwärts reisten.
Auf dem südlichen Ufer des Flusses errichtete im April 1904 ein Schürfer namens Ben Bennett auf seinem 80 Acre umfassenden Anwesen bei Bates Landing einen Handelsposten auf, doch im 1905 verkaufte er sein Eigentum an Daniel G. McCarty. Da jedoch E.T. Barnette, der Gründer der Stadt Fairbanks und frühere Arbeitgeber McCartys, die Waren finanziert hatte, blieb er deren Eigentümer. Der Handelsposten wurde nunmehr als Rasthaus genutzt und wurde als McCarty’s bekannt. Ein anderer Schürfer mit dem Namen Alonzo Maxey baute mit einem Freund Bradley’s Roadhouse auf, das mit dem McCartys konkurrierte und 1907 transferierte McCarty sein Rasthaus an Maxey.
Die Querung des Tanana Rivers durch die WAMCATS-Telegrafenlinie rechtfertigte 1907 die Gründung einer Telegrafenstation, McCarty Station, als die Lage diese Station nach einem Brand verlegt wurde. In mehreren Blockhütten waren das Telegrafenamt, das Büro eines Vermittlers, die Unterkünfte für zwei Arbeitern zur Wartung der Verbindung und die Lager für ihre Ausrüstung und Versorgungsgüter untergebracht.

## Ära Hajdukovich
Im Jahr 1906 oder möglicherweise einige Zeit später spürte Jovo 'John' Hajdukovich, ein Unternehmer, der 1903 aus Montenegro nach Alaska gekommen war, die geschäftlichen Möglichkeiten und kaufte den Handelsposten mit dem Rasthaus von Maxey. Hajdukovich baute 1909 ein neues und größeres Rasthaus, wobei er Holzstämme nutzte, die er auf dem Fluss heranfloßte, aber er nutzte die alten Gebäude weiter, um seine Ausrüstungen zu lagern.
Hadukovich hatte andere geschäftliche Interessen, darunter das Schürfen, den Frachttransport und als Jagdführer – er führte Jagdgesellschaften in die Granite Mountains. Außerdem trat er für die Athabaska ein, mit denen er Handel trieb und spielte später eine wichtige Rolle bei der Schaffung der Tetlin Reserve. Hadukovich übte auch die Funktion des US Game Commissioner des Gebiets aus und war nicht in der Lage, das Rasthaus vollwertig zu betreiben. Wie bei vielen anderen solcher Rasthäusern, die nicht ständig bewirtschaftet wurden, forderte Hadukovich die Reisenden auf, sich selbst unterzubringen und für alles was sie verwendeten, etwas Geld zurückzulassen. Trotz dieses informellen Geschäftsgebarens prosperierte sein Betrieb.
Von 1904 an wurde der Trail ausgebaut. 1907 oder mit Sicherheit vor 1910 hatte die Alaska Road Commission den Ausbau fertiggestellt, sodass aus der Packeselstrecke eine Straße für Fahrzeuge geworden war. Das Projekt wurde von Major Wilds P. Richardson geleitet, nachdem der Highway später benannt wurde. Fuhrwerke nutzten die Straße emsig, wobei im Winter Pferdeschlitten und im Sommer Kutschen zum Einsatz kamen. Um 1913 war das Rasthaus ein lokales Zentrum für Goldwäscher, Jäger, Händler und Fuhrwerker.
In der Zwischenzeit kam Erika 'Rika' Wallen, die 1874 als Lovisa Erika Jakobson auf einem Bauernhof bei Örebro in Schweden das Licht der Welt erblickte, nach Amerika. Sie ließ sich 1891 mit ihrer Schwester und ihrem Bruder Carl Jakobson in Minneapolis, Minnesota nieder, wobei sie ihren Nachnamen auf Wallen änderten. Nachdem Carl bei einem Unfall gestorben war, gingen die beiden Schwestern nach San Francisco, wo Rika eine Stelle als Köchin der Familie der Hills Brothers annahm. In dieser Stellung blieb sie bis zum San-Francisco-Erdbeben von 1906. 1916 reiste Rika nach Valdez, weil sie dachte, so heißt es, dass Alaska wie Schweden sei.

## Rika übernimmt das Roadhouse

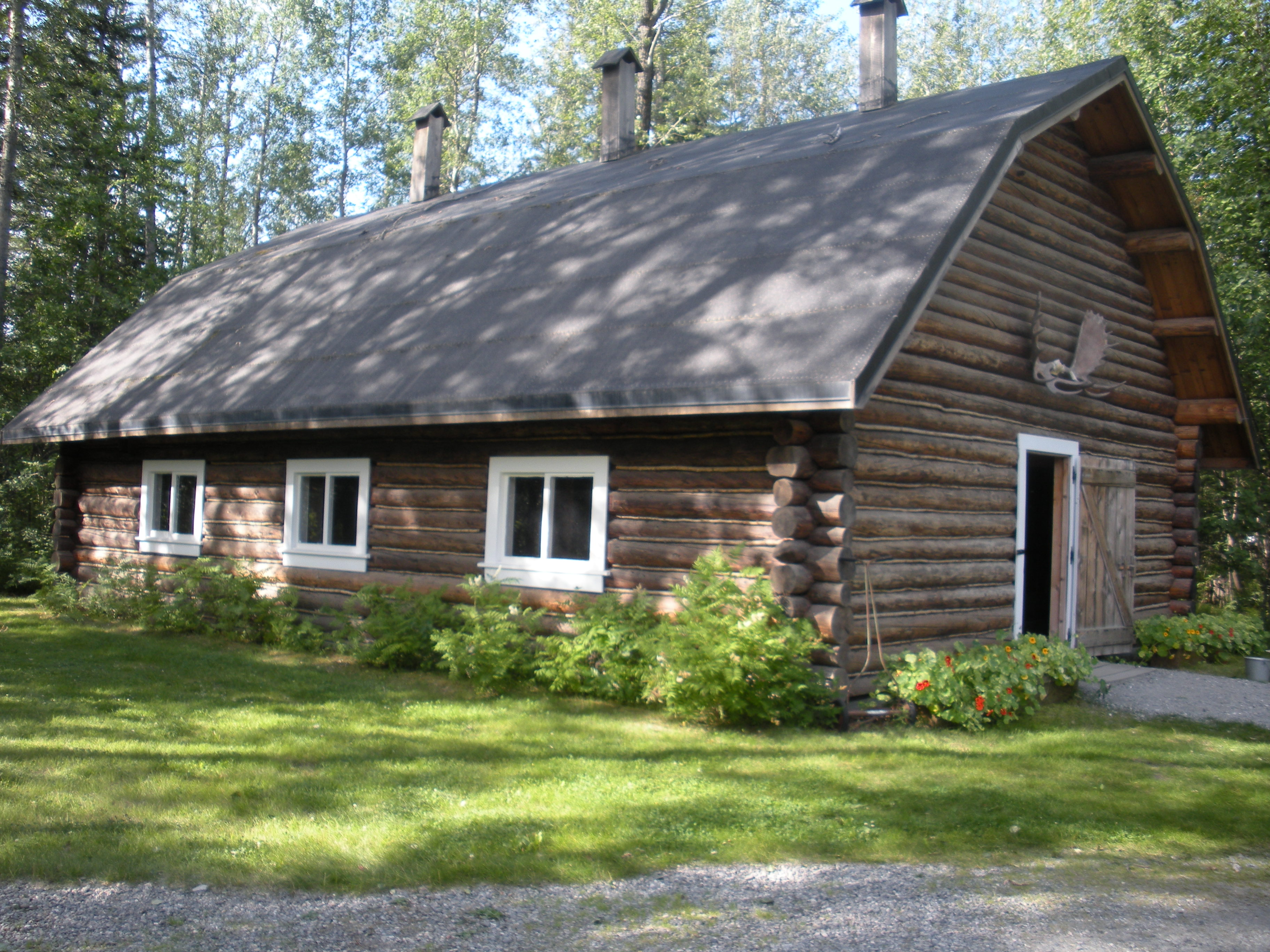
Stallung mit Winterbelüftungssystem

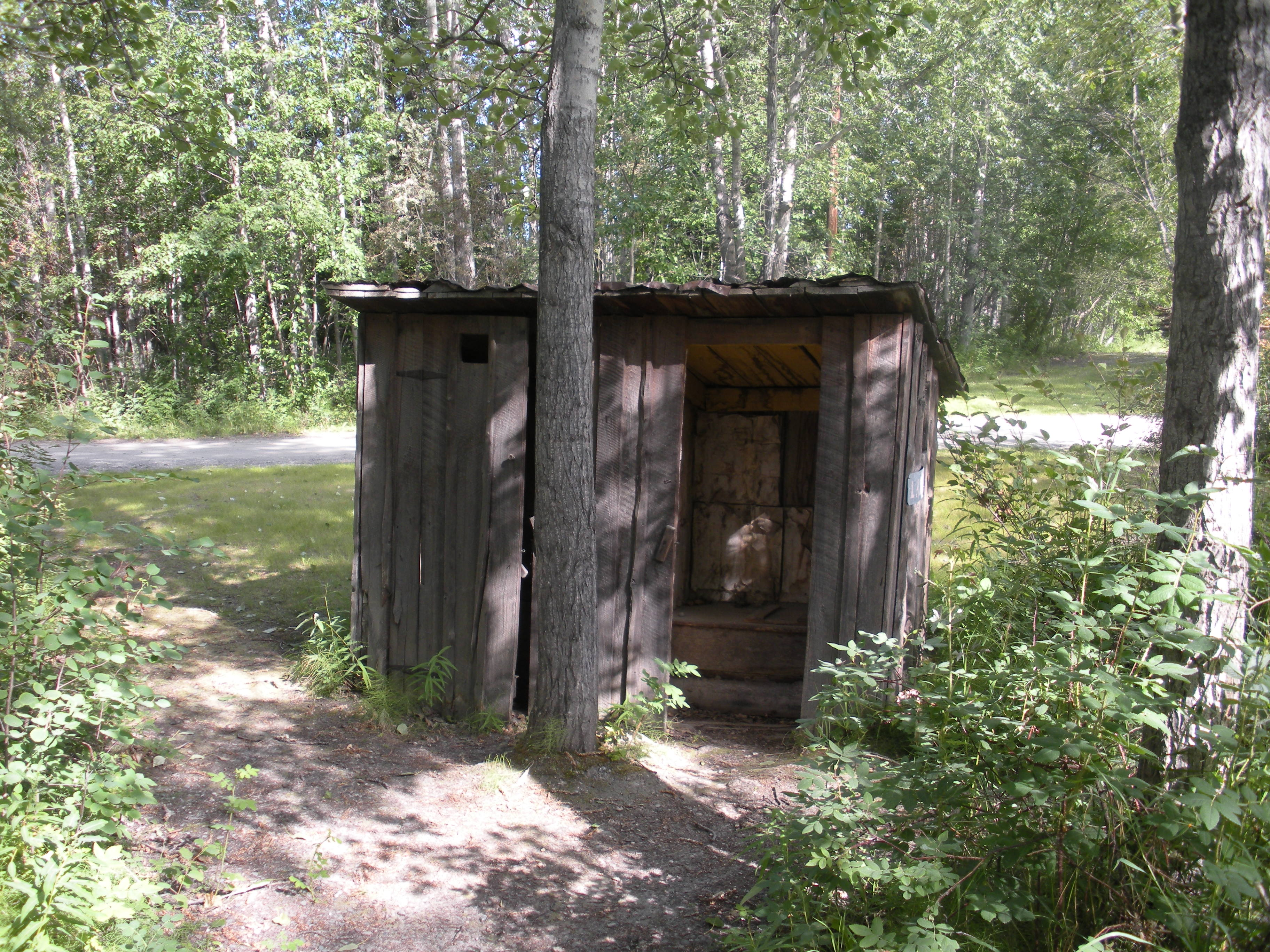
Außentoilette mit tapezierten Wänden

Nachdem sie Arbeitsstellen als Köchin in der Kupfermine von Kennecott und für eine Pension in Fairbanks innehatte, gelangte Rika nach Big Delta und 1917 oder 1918 stellte John Hadukovich Rika Wallen an, um den Betrieb in dem Rasthaus zu gewährleisten, das damals noch als McCarty’s bekannt war.
Obwohl John mehrere Geschäftsaktivitäten verfolgte, war er nicht immer solvent. Er wurde beispielsweise einmal nicht für Bauholz bezahlt, das er zum Bau des ALCAN Highways lieferte, weil er nicht die notwendigen Aufzeichnungen führte. Entweder 1918 oder 1923 übertrug er das Rasthaus an Rika Wallen zu einem Betrag von 10 US-Dollar und anderen Erwägungen, vermutlich bezüglich von Rückständen bei der Lohnzahlung. Ihre Freundschaft und Partnerschaft setzte sich noch viele Jahre fort, Unklarheit gibt es darüber, in welcher Beziehung Wallen und Hadukovich zueinander standen. Das Rasthaus wurde den örtlichen Gebräuchen folgend schon bald Rika’s Roadhouse genannt. Zu dieser Zeit hatte das Rasthaus elf Schlafzimmer, ein Wohnzimmer und einen großen Ess- und Küchenbereich.
1925 hatte Rika die US-Staatsbürgerschaft erhalten und machte nach dem Heimstättengesetz einen Anspruch auf 160 Acre Land geltend, wo sie Nahrungsmittel kultivierte und Nutzvieh hielt, darunter Schafe, Geflügel und Ziegen. Sie verarbeitete die Schafswolle sowie Milch, Butter und Käse. Sie züchtete auch Silberfüchse, Enten, Gänse, Hasen und Honigbienen. Mit Hilfe von Ochsen pflügte sie das Feld und baute Getreide an. Rika war ein Naturtalent in der Landwirtschaft und schaffte es, Landwirtschaft zu betreiben, wo andere versagten. Sie entwickelte ein Heiz- und Belüftungssystem für ihre Ställe, um dem Vieh das Überleben in dem harschen Winter zu ermöglichen.
Als Rika das Rasthaus kaufte, waren die Fußböden noch festgestampfte Erde und die Wände roh. Um das Innere zu verbessern, sammelte sie hier und da Tapeten, wobei sie die einzelnen Wände unterschiedlich tapezierte und auf dem Fußboden Dielen aus Hartholz verlegte, die sie Fuhrwerkern und Bootsleuten erhielt, die das Rasthaus besuchten. Ihre Fähigkeit, landwirtschaftliche Produkte zu erzeugen und ihre Gastfreundlichkeit machte das Rasthaus zu einem Platz, an dem die Reisenden einen Esstisch mit frischer Milch und Eiern, Beeren, Fisch, Wild sowie Obst und Gemüse aus Rikas Garten serviert erhielten, bevor sie sich in die Unterkunftsräume in dem mehrstöckigen Bau zurückzogen. Ein Reiseführer des Richardson Highways, der 1929 veröffentlicht wurde, beschrieb das Rasthaus als „ein geräumiges Rasthaus, das sich solchen Luxuses rühmt, wie etwa frischer Milch und Hausgeflügel“.
Um 1926 fügte Rika einen Seitenflügel hinzu, der zusätzlichen Wohnraum schaffte und in dem ein Laden für Alkohol, ein Lager für Pelze und das Big Delta Post Office (damals als Washburn bekannt) untergebracht waren. Sie war bis 1946 Postmeister. Schließlich machte Rika auch ein abgrenzendes Grundstück zu ihrem Eigentum, das so alles in allem 320 Acre umfasste.

## Ende einer Ära
1922 wurde die Alaska Railroad fertiggestellt. Dies und andere Faktoren, wie etwa die Weltwirtschaftskrise, führten in den 1930er Jahren zu einem Rückgang des Frachtverkehrs entlang der Strecke. 1935 versuchte die Alaska Road Commission durch eine Erhöhung der Fährgebühr auf fast zehn Dollar pro Tonne die Fuhrleute zur Verwendung der Eisenbahn zu bewegen. Die Fuhrleute rebellierten dagegen und in der Zeit bis zum Beginn des Zweiten Weltkrieges kam es zu einer Reihe von Zusammenstößen sowie zum Betrieb einer nichtkonzessionierten Fähre.
Mit dem Kriegsbeginn und dem Bau des ALCAN Highway, der südlich von Big Delta mit dem Richardson Highway verbunden war, ging der Verkehr weiter zurück. Der Fährübergang wurde durch eine hölzerne Brücke ersetzt und einige Jahre später wurde etwas weiter flussabwärts eine größere Stahlbrücke errichtet, sodass die Straße weiter weg vom Rasthaus verlief. Rika betrieb das Rasthaus während der 1940er Jahre und zu Beginn der 1950, obwohl in den späteren Jahren Gäste nur auf Einladung aufgenommen wurden. John Hajdukovich starb 1965 und Rika Wallen vier Jahre später.

„Fünfzig Jahre lang, war Rika ein Grundpfeiler für den umherstreifenden John. Während John handelte und schürfte, leitete Rika den Angelpunkt der Wegkreuzungen am oberen Tanana. Ihre Einrichtung war eine "Stadt" für dreihundert Menschen, die sich an den Wegen an der alaskisch-kanadischen Grenze bewegten. John und Rika waren die Geschichte des Upper Tanana Valleys.“

Rika’s Roadhouse und die zugehörigen Nebengebäude sind heute Bestandteil des Big Delta State Historical Parks und das Rasthaus wurde am 1. September 1976 in das National Register of Historic Places aufgenommen. Seit dem 20. März 1991 ist Rika’s Roadhouse Contributing Property des Big Delta Historic District.